# Friesoythe
Friesoythe /friːsˈʔɔɪ̯tə/ (plattdeutsch: Aithe) ist eine Stadt und eine selbständige Gemeinde an der Soeste im Landkreis Cloppenburg in Niedersachsen und gehört zum Oldenburger Münsterland. Friesoythe ist das nördlichste Mittelzentrum und die flächengrößte Kommune im Oldenburger Münsterland. Die Stadt ist seit 2004 Mitglied des Ringes der Europäischen Schmiedestädte und hat sich daher den Beinamen Eisenstadt gegeben.

## Geographie

### Geographische Lage
Das Stadtgebiet liegt überwiegend in der östlichen Hunte-Leda-Moorniederung; zwei Ortsteile sind allerdings Teil des Hümmling.

### Geologie
Geomorphologisch ist das Gemeindegebiet geprägt vom Wechsel aus Geestinseln, Talsandplatten sowie Hoch- und Niedermoorgebieten. Die Friesoyther Geestinseln sind sandige, grundwasserferne Grundmoräneninseln mit mäßig bis stark podsolierten Böden. Sie stellten seit dem Mittelalter bevorzugte Siedlungslagen zwischen Mooren und Niederungen dar und werden bis heute ackerbaulich genutzt. Die Talsandplatten weisen stark podsolierte Böden auf, die aber grundwassernäher liegen als die Böden der Geestinseln. Niedermoorstandorte sind die besonders grundwassernahen Bereiche der Talsandplatten und Niederungen, die fast ausschließlich in Grünland umgewandelt worden sind. Die Hochmoore sind heute zum größten Teil durch Entwässerung, Abtorfung und Kultivierung tiefgreifend verändert oder sogar vollständig abgetorft und tiefgepflügt.

### Stadtgliederung
Friesoythe ist in folgende Ortschaften und Ortsteile gegliedert:
Ortschaften
- Altenoythe (63 km², 5.894 Einw.)
- Friesoythe (86 km², 11.536 Einw.)
- Gehlenberg (21 km², 1.721 Einw.)
- Markhausen (41 km², 2.228 Einw.)
- Neuscharrel (15 km², 988 Einw.)
- Neuvrees (21 km², 1.030 Einw.)

| Ortsteile: | |
| - Ahrensdorf (207 Einw.) - Altenoythe (2.542 Einw.) - Augustendorf (221 Einw.) - Edewechterdamm (905 Einw.) - Ellerbrock (300 Einw.) - Friesoythe (9.786 Einw.) - Gehlenberg (1.721 Einw.) - Heinfelde (52 Einw.) - Hohefelde (849 Einw.) - Ikenbrügge (25 Einw.) - Kampe (759 Einw.) | - Kamperfehn (555 Einw.) - Markhausen (1.524 Einw.) - Mehrenkamp (118 Einw.) - Mittelstenthüle (875 Einw.) - Neumarkhausen (183 Einw.) - Neuscharrel (988 Einw.) - Neuvrees (1.030 Einw.) - Schwaneburg (63 Einw.) - Schwaneburgermoor (447 Einw.) - Thülsfelde (105 Einw.) - Vorderstenthüle (142 Einw.) |

Einwohnerzahlen (Stand 31. Dezember 2023)

## Geschichte

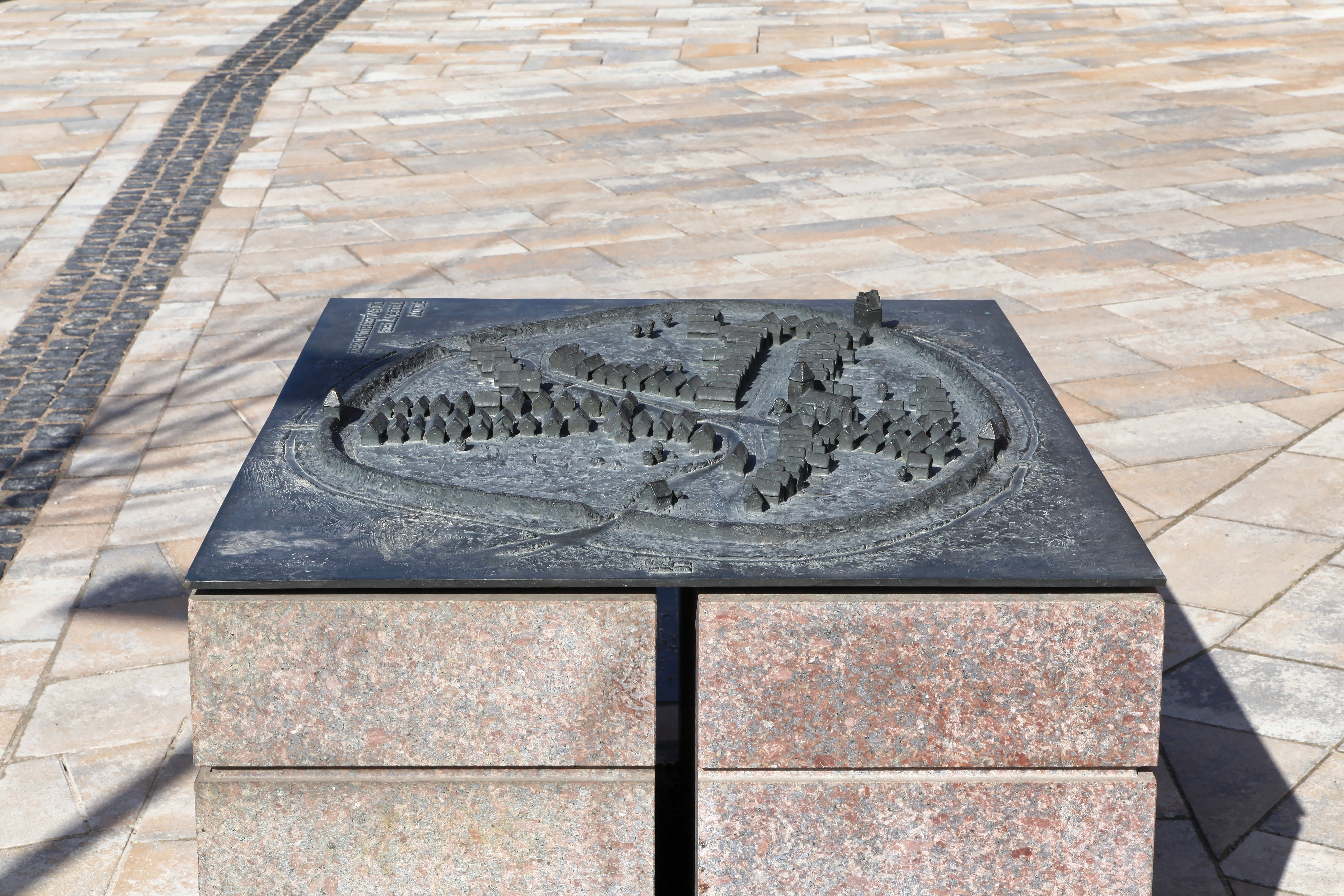
Bronzenes Stadtmodell von Friesoythe im 15. Jahrhundert

1227 machte Graf Otto von Tecklenburg die kurz zuvor erbaute Burg Oite in Friesoythe zu seiner Residenz. Schnell siedelten sich in der Nähe der Burg Landwirte, Kaufleute und Handwerker an. Bereits in der ersten Hälfte des 13. Jahrhunderts hatte Friesoythe weitreichende Handelsbeziehungen, wie der Münzfund von Friesoythe beweist, dessen über 300 Silbermünzen aus Köln, Münster, Osnabrück und anderen Städten nur bis 1235 im Umlauf waren. Der heutige Stadtkern wurde bald von einer massiven Stadtmauer umgeben und galt lange als uneinnehmbar. 1308 wurde Friesoythe erstmals urkundlich als Stadt erwähnt. Friesoythe wird gelegentlich als „Hansestadt“ bezeichnet und soll Privilegien der Hanse genossen haben. Es war lange ungeklärt, ob Friesoythe tatsächlich der Hanse angehört hat. Durch einen Fund der Zahlungsaufforderung der Hanse an die Stadt Friesoythe konnte allerdings bewiesen werden, dass Friesoythe tatsächlich eine Hansestadt war.
Aufgrund von zahlreichen Raubzügen des Grafen Nikolaus II. von Tecklenburg stellten die Bischöfe von Münster und Osnabrück ein Heer auf, um die Burgen des Tecklenburger zu zerstören. Am 21. März 1394 eroberten sie die Burg Oite und machten sie dem Erdboden gleich.
Im Jahr 1400 musste Graf Nikolaus II. Friesoythe an den Bischof von Münster abtreten. Es gehörte seitdem bis 1802, ebenso wie das Saterland, zum Niederstift Münster und blieb katholisch geprägt.
Die Saterländer Flussschiffer sahen die benachbarte Handelsstadt bisweilen als Konkurrenten. Noch 1845 legten sie nach Johann Friedrich Minssen (M3:170) den Friesoythern ungastfreundliche Äußerungen in den Mund: „hárne jî vat ê’rder káumen, den hárne jî vat mítte géiten“ (Wären Sie etwas eher gekommen, hätten Sie etwas mitgegessen); während seine Frau Gerlinda Augusta Minssen, geborene von Traunstein, von dem Ausspruch: „ick wull jau woll’n Tâss Tei anbeiern, mán wî motte sporre“ zu berichten wusste („Ich würde Ihnen gern eine Tasse Tee anbieten, aber wir müssen sparen“).
1803 fiel Friesoythe wie der gesamte östliche Teil des Niederstifts Münster durch den Reichsdeputationshauptschluss an das Herzogtum Oldenburg. 1810–1813/14 war die Stadt Teil des Französischen Kaiserreiches. Friesoythe wurde jetzt vom Amt Cloppenburg, zu dem es seit dem 13. Jahrhundert gehört hatte, abgetrennt und Sitz eines oldenburgischen Amtes, 1858 erhielt Friesoythe auch ein Amtsgericht. 1933 wurde das Amt Friesoythe durch das oldenburgische „Gesetz zur Vereinfachung und Verbilligung der Verwaltung“ vom 27. April 1933 gegen den Widerstand der Bevölkerung aufgehoben und wieder in den Amtsbezirk Cloppenburg eingegliedert. Zur Begründung verwies man darauf, Friesoythe sei als selbständiges Amt wirtschaftlich und finanziell nicht lebensfähig.

### Zweiter Weltkrieg
Im Zweiten Weltkrieg wurde das bis dahin weitgehend unzerstörte Friesoythe durch die einrückenden kanadischen Truppen auf Befehl des Kommandanten der 4. Kanadischen Panzerdivision, Generalmajor Christopher Vokes hin nach Vertreibung der Wohnbevölkerung systematisch niedergebrannt und dann planiert, wobei bis zu 90 % des mittelalterlichen Ortes zerstört wurden. Hintergrund ist, dass der Kommandeur eines Bataillons des Infanterieregiments The Argyll and Sutherland Highlanders of Canada, Oberstleutnant Frederick E. Wigle, erschossen wurde. Fälschlich war anfangs die Vermutung, dass dies durch deutsche „Werwölfe“ geschah, während er in Wirklichkeit einem Feuergefecht mit regulären deutschen Soldaten zum Opfer fiel.

### Nachkriegszeit
Nach Beendigung des Zweiten Weltkrieges 1945 war das nördliche Emsland mitsamt Friesoythe bis 1948 Teil der polnischen Besatzungszone, das ein Sondergebiet innerhalb der britischen Besatzungszone war. Der Ortsteil Neuvrees wurde geräumt, damit polnische Displaced Person dort zwischen Juni 1945 und Dezember 1946 untergebracht werden konnten. Die Ortschaft wurde in Kacperkowo umbenannt und die polnische Bevölkerung richtete die heute noch existierende sogenannte „Polenkirche“ ein.
Übertriebene Moralvorstellungen waren im Sommer 1959 Gegenstand ausführlicher Recherchen im Schwimmbad von Friesoythe durch Redakteure des Spiegel.
Das Amtsgericht Friesoythe wurde 1974 aufgelöst, seitdem gehört Friesoythe zum Bezirk des Amtsgerichts Cloppenburg.
2008 feierte Friesoythe das 700-jährige Jubiläum zur Stadterhebung. Im Zuge der Feierlichkeiten stand von April bis September ein 1:1-Modell des historischen, im Zweiten Weltkrieg zerstörten Friesoyther Stadttores am Originalplatz in der Innenstadt. Ebenfalls zum 700-jährigen Jubiläum zur Stadterhebung wurde 2008 die Friedensglocke im Stadtpark eingeweiht. Bei der Glocke handelt es sich um die restaurierte „Katharinenglocke“ aus dem Jahr 1478, die der Stadt von der katholischen Kirchengemeinde St. Marien zur Verfügung gestellt wurde.
Gegenüber der Friedensglocke befindet sich ein von Kindern und Jugendlichen aus fünfzehn Friesoyther Schulen geschaffener Eiserner Kreuzweg, der am 17. April 2011 eingesegnet wurde.
Das Stadtwappen zeigt das Stadttor sowie zwei Herzen, das Hoheitszeichen der Grafen von Tecklenburg. Das im Wappen abgebildete Stadttor wurde im Zweiten Weltkrieg zerstört.

### Eingemeindungen
In der niedersächsischen Gebietsreform wurden die Stadt Friesoythe und die Gemeinden Altenoythe, Gehlenberg, Markhausen, Neuscharrel und Neuvrees am 1. März 1974 zur heutigen Stadt Friesoythe zusammengeschlossen. Gehlenberg und Neuvrees gehörten bis zur Eingemeindung zum Landkreis Aschendorf-Hümmling.

### Einwohnerentwicklung

Einwohnerentwicklung von Friesoythe (Stadt) von 1968 bis 2022

(jeweils zum 31. Dezember)
| Jahr | Einwohner |
| ---- | --------- |
| 1968 | 15.145    |
| 1969 | 15.329    |
| 1970 | 15.617    |
| 1971 | 15.832    |
| 1972 | 15.967    |
| 1973 | 16.054    |
| 1974 | 16.014    |
| 1975 | 16.065    |
| 1976 | 16.070    |
| 1977 | 16.036    |
| 1978 | 16.077    |
| 1979 | 16.096    |
| 1980 | 16.078    |
| 1981 | 16.025    |

| Jahr | Einwohner |
| ---- | --------- |
| 1982 | 16.048    |
| 1983 | 15.986    |
| 1984 | 16.033    |
| 1985 | 16.050    |
| 1986 | 16.056    |
| 1987 | 16.578    |
| 1988 | 16.710    |
| 1989 | 16.878    |
| 1990 | 17.142    |
| 1991 | 17.318    |
| 1992 | 17.649    |
| 1993 | 18.080    |
| 1994 | 18.432    |
| 1995 | 18.907    |

| Jahr | Einwohner |
| ---- | --------- |
| 1996 | 19.191    |
| 1997 | 19.374    |
| 1998 | 19.504    |
| 1999 | 19.737    |
| 2000 | 19.861    |
| 2001 | 20.064    |
| 2002 | 20.100    |
| 2003 | 20.204    |
| 2004 | 20.369    |
| 2005 | 20.493    |
| 2006 | 20.615    |
| 2007 | 20.547    |
| 2008 | 20.599    |
| 2009 | 20.572    |

| Jahr | Einwohner |
| ---- | --------- |
| 2010 | 20.641    |
| 2011 | 20.960    |
| 2012 | 21.110    |
| 2013 | 21.335    |
| 2014 | 21.670    |
| 2015 | 21.918    |
| 2016 | 22.082    |
| 2017 | 22.288    |
| 2018 | 22.456    |
| 2019 | 22.368    |
| 2020 | 22.512    |
| 2021 | 22.612    |
| 2022 | 22.945    |
| 2023 | 23.234    |

### Erklärung des Ortsnamens
Alte Bezeichnungen des Ortes sind 947 Oete, um 1000 Ogitdi, um 1000 Odi, um 1200 Oyte, 1251 Oite und 1283 Oyte. Der Ortsname ist eine Bildung mit dem häufigen Ortsnamensuffix „-ithi“. Bestimmungswort ist Oog, Öje, „Auge, Insel“. Friesoythe bedeutet demnach „Friesen-Inselsiedlung“.

## Religionen
Bis zum 2. Februar 2008 gab es sechs katholische Kirchengemeinden im Stadtgebiet Friesoythes, die St.-Marien-Gemeinde im Friesoyther Zentrum von 1677, die St.-Vitus-Gemeinde in Altenoythe von 855, die St.-Johannes-Gemeinde in Markhausen von 1423, die St.-Johannes-Baptist-Gemeinde in Thüle von 1922, die St.-Josef-Kapellengemeinde in Kampe, die seit 1986 von der St.-Vitus-Gemeinde Altenoythe mitverwaltet wurde und die St.-Ludger-Gemeinde in Neuscharrel von 1857. Diese wurden 2008 zu einer fusionierten Großgemeinde St.-Marien-Gemeinde Friesoythe, die zum Bistum Münster gehört.
Eine weitere katholische Kirche im Friesoyther Stadtbereich, die St.-Prosper-Kirche Gehlenberg von 1829, gehört zum Bistum Osnabrück. Seit 1912 gibt es in Friesoythe auch eine evangelische Kirche, die Michaelis-Kirche.

## Konfessionsstatistik
Die Einwohner von Friesoythe gehörten im Jahr 2012 mit 65,6 % mehrheitlich der römisch-katholischen Konfession an. Weitere 20,2 % waren evangelisch-lutherisch und 14,2 % gehörten anderen Glaubensgemeinschaften an oder waren konfessionslos.
Der Anteil der Protestanten und vor allem der der Katholiken ist seitdem gesunken. Im Jahr 2023 waren 53,5 % der Einwohner Mitglied der römisch-katholische Kirche, 17,8 % evangelisch-lutherisch und 28,6 % gehörten anderen Glaubensgemeinschaften an oder waren konfessionslos.
| Konfessionszugehörigkeit der Einwohner | 2012   | 2016   | 2020   | 2022   | 2023   |
| -------------------------------------- | ------ | ------ | ------ | ------ | ------ |
| römisch-katholisch                     | 13.819 | 13.575 | 13.566 | 13.033 | 12.831 |
| evangelisch-lutherisch                 | 4.244  | 4.410  | 4.659  | 4.354  | 4.277  |
| andere bzw. konfessionslos             | 2.992  | 4.180  | 5.027  | 6.311  | 6.857  |
| Gesamt                                 | 21.055 | 22.165 | 23.253 | 23.698 | 23.965 |

## Politik

### Stadtrat
Der Rat der Stadt Friesoythe hat 32 Mitglieder. Diese werden durch eine Kommunalwahl für jeweils fünf Jahre gewählt. Die aktuelle Amtszeit beginnt am 1. November 2021 und endet am 31. Oktober 2026.
Stimmberechtigt im Gemeinderat ist außerdem der hauptamtliche Bürgermeister Sven Stratmann (SPD).
Die Kommunalwahl am 12. September 2021 führte zu folgendem Ergebnis:
| Partei          | 12. September 2021        | 12. September 2021        | 12. September 2021        | 11. September 2016       | 11. September 2016       | 11. September 2016       | 11. September 2011       | 11. September 2011       | 11. September 2011       |
| --------------- | ------------------------- | ------------------------- | ------------------------- | ------------------------ | ------------------------ | ------------------------ | ------------------------ | ------------------------ | ------------------------ |
| CDU             | 42,58 %                   | 13.369                    | 14 Sitze                  | 53,09 %                  | 14.384                   | 17 Sitze                 | 61,1 %                   | 15.481                   | 20 Sitze                 |
| SPD             | 49,90 %                   | 15.668                    | 16 Sitze                  | 41,37 %                  | 11.209                   | 13 Sitze                 | 34,5 %                   | 8.734                    | 11 Sitze                 |
| FDP             | 3,19 %                    | 1001                      | 1 Sitz0                   | 3,35 %                   | 908                      | 1 Sitz0                  | –                        | –                        | –                        |
| Die Linke       | 1,39 %                    | 435                       | 0 Sitze                   | 2,17 %                   | 589                      | 1 Sitz0                  | –                        | –                        | –                        |
| GRÜNE           | 2,95 %                    | 925                       | 1 Sitz0                   | –                        | –                        | –                        | 4,4 %                    | 1.104                    | 1 Sitz0                  |
| Wahlbeteiligung | 10.774 von 17.889 Stimmen | 10.774 von 17.889 Stimmen | 10.774 von 17.889 Stimmen | 9.348 von 17.337 Stimmen | 9.348 von 17.337 Stimmen | 9.348 von 17.337 Stimmen | 8.719 von 16.501 Stimmen | 8.719 von 16.501 Stimmen | 8.719 von 16.501 Stimmen |
| Wahlbeteiligung | 60,23 %                   | 60,23 %                   | 60,23 %                   | 53,91 %                  | 53,91 %                  | 53,91 %                  | 52,8 %                   | 52,8 %                   | 52,8 %                   |

### Bürgermeister
Hauptamtlicher Bürgermeister der Stadt ist seit 2014 Sven Stratmann (SPD). Bei der Bürgermeisterwahl am 15. Juni 2014 setzte er sich in einer Stichwahl mit 65,63 % der Stimmen gegen die CDU-Kandidatin Hildegard Kuhlen mit 34,36 % durch. Die Wahlbeteiligung lag bei 50,38 %. Stratmann trat sein Amt am 1. November 2014 an. Am 12. September wurde er mit 74,83 % der Stimmen wiedergewählt. Bernd Wichmann, der Gegenkandidat der CDU, kam auf 25,17 %. Die Wahlbeteiligung stieg auf 60,2 %.
Bürgermeister seit 1945
| Name                  | Amtsantritt       | Amtszeitende      |
| --------------------- | ----------------- | ----------------- |
| Gerhard Wreesmann     | 7. April 1945     | 2. Februar 1946   |
| Heinrich Vogel        | 1946              | 1948              |
| Heinz Stuke           | 1948              | 1953              |
| Gerhard Block         | 1953              | 28. Juli 1967     |
| Heinrich Olberding    | 20. Oktober 1967  | 1. Oktober 1972   |
| Ferdinand Cloppenburg | 14. November 1972 | 2. März 1984      |
| Heinrich Niehaus      | 11. April 1984    | 14. November 1996 |
| Johann Wimberg        | 15. November 1996 | 31. Oktober 2014  |
| Sven Stratmann        | 1. November 2014  |                   |

### Wappen
Blasonierung: „Im silbernen Schild das alte Stadttor mit dreistufigem Treppengiebel in rot. Der zweitoberste Giebel trägt zwei, der drittoberste Giebel drei silberne Schießscharten. Im Unterbau über der Tordurchfahrt zeigt es zwei silberne Schießscharten, dazu eine schwarze Öffnung. Beiderseits des Treppengiebels befindet sich je ein ausgebrochenes herzförmiges rotes Blatt (Seeblatt).“

### Flagge
Hissflagge: „Die Stadtflagge zeigt in drei gleich breiten Querstreifen von oben nach unten die Farben Weiß, Rot und Weiß; auf dem oberen weißen Streifen zum Liek hin zwei rote Seeblätter.“

### Städtepartnerschaft
Seit 2005 besteht eine Städtepartnerschaft mit der westpolnischen Kreisstadt Świebodzin im Landkreis Świebodziński in der Woiwodschaft Lebus.

## Kultur und Sehenswürdigkeiten
Siehe auch: Liste der Baudenkmale in Friesoythe

### Sehenswürdigkeiten
- St. Marien-Kirche in Friesoythe, gelegen im Zentrum der wohl im 13. Jahrhundert gegründeten Stadt Friesoythe.
- St.-Vitus-Kirche in Altenoythe aus dem 9. Jahrhundert mit Findlingsmauerwerk aus dem 12. Jahrhundert. Ur-Pfarrei für Bösel, Friesoythe, Kampe, Harkebrügge und Barßel
- Postmuseum Friesoythe
- Kulturzentrum „Alte Wassermühle“
- Windmühle Gehlenberg (Station der Niedersächsischen Mühlenstraße[31])
- Stadtpark Friesoythe mit Friedensglocke (2008 eingeweiht) und Eisernem Kreuzweg (2011 eingeweiht)
- „Pestschinken“ im Rathaus am Stadtpark
- „Der alte Vierfuß“ beim alten Rathaus
- Gehlenborg’sche Scheune in Markhausen
- Werkhaus Pancratz[32]
- Wisentdenkmal in Neuvrees

### Bilder

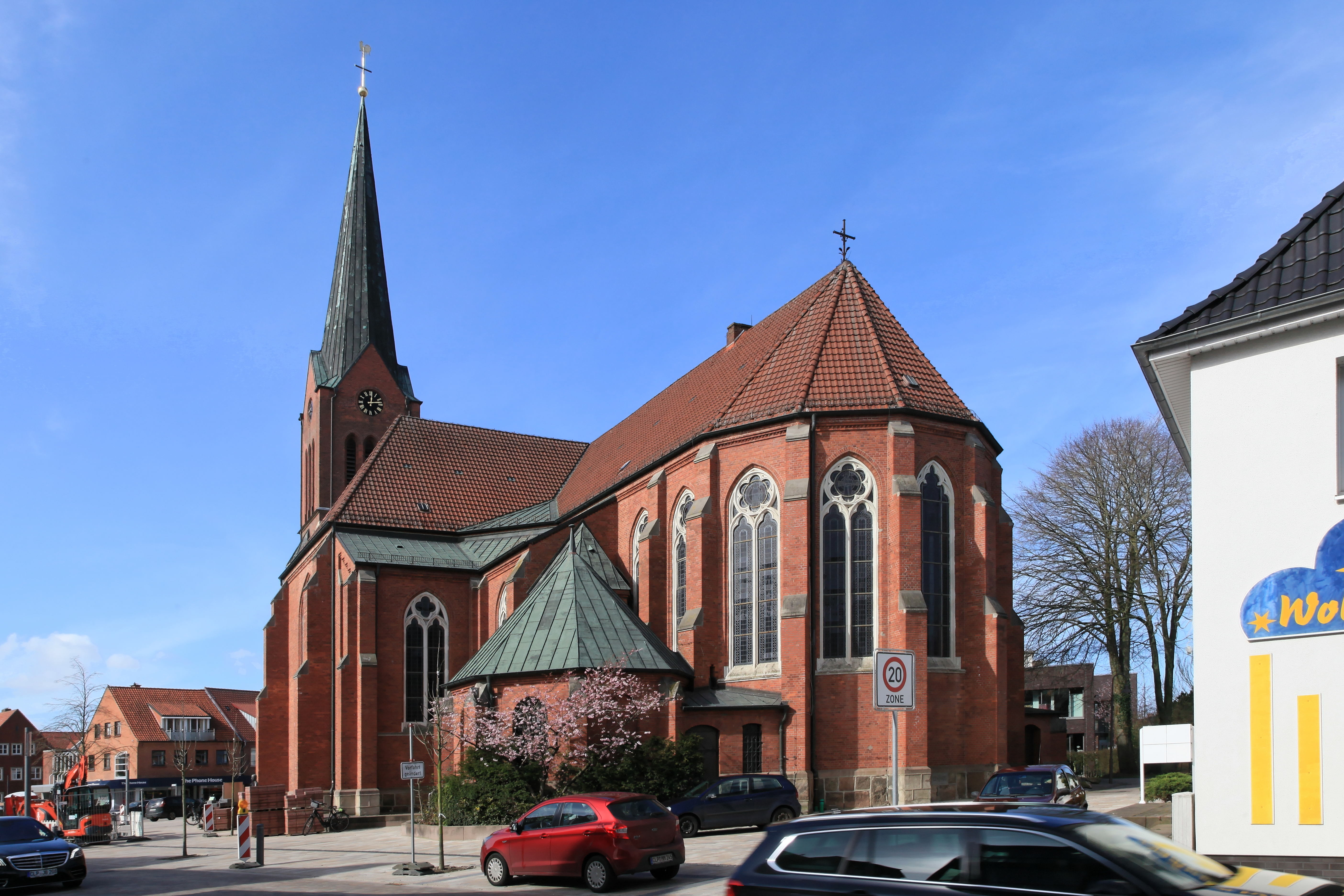
St.-Marien-Kirche
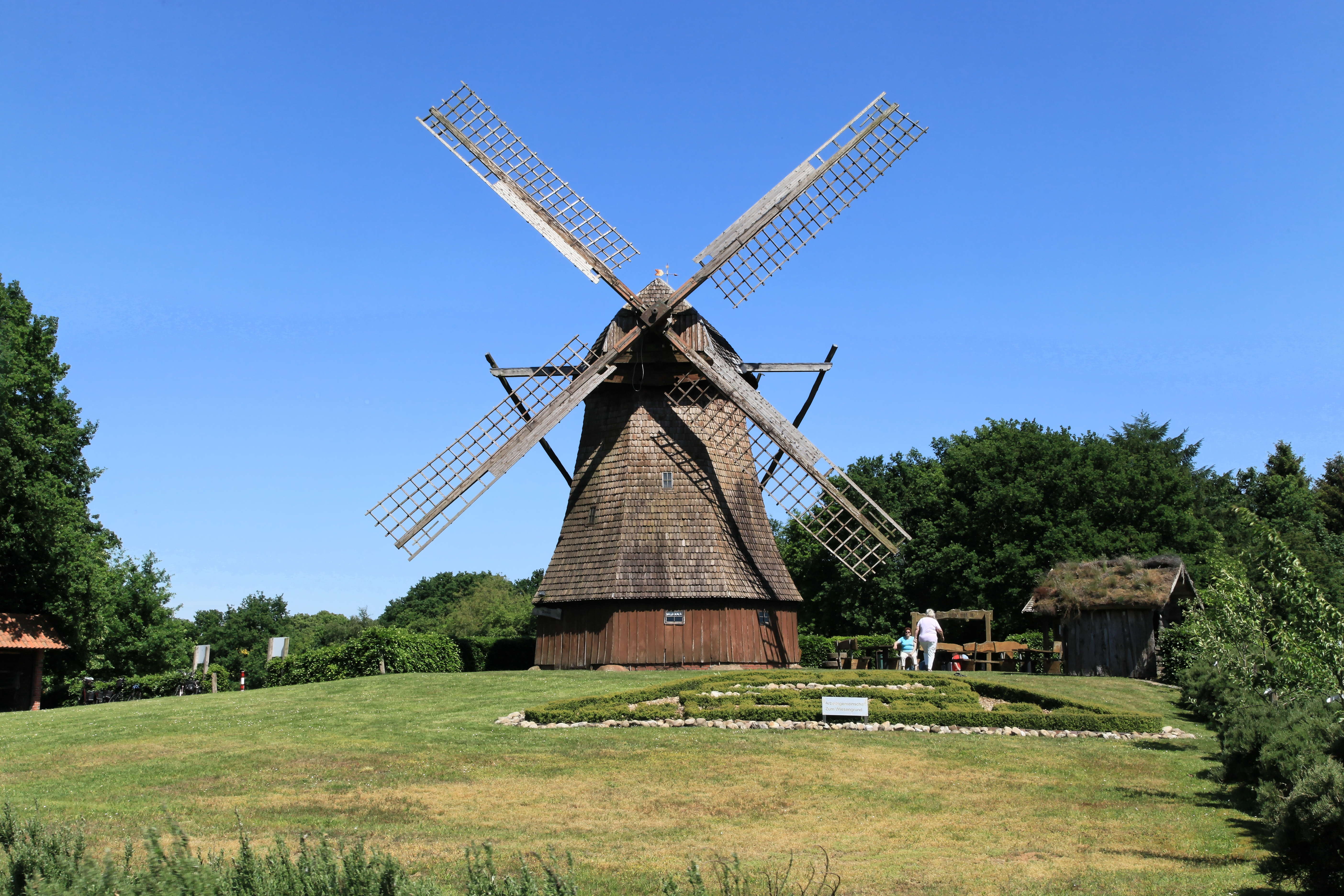
Windmühle Gehlenberg (Erdholländer)
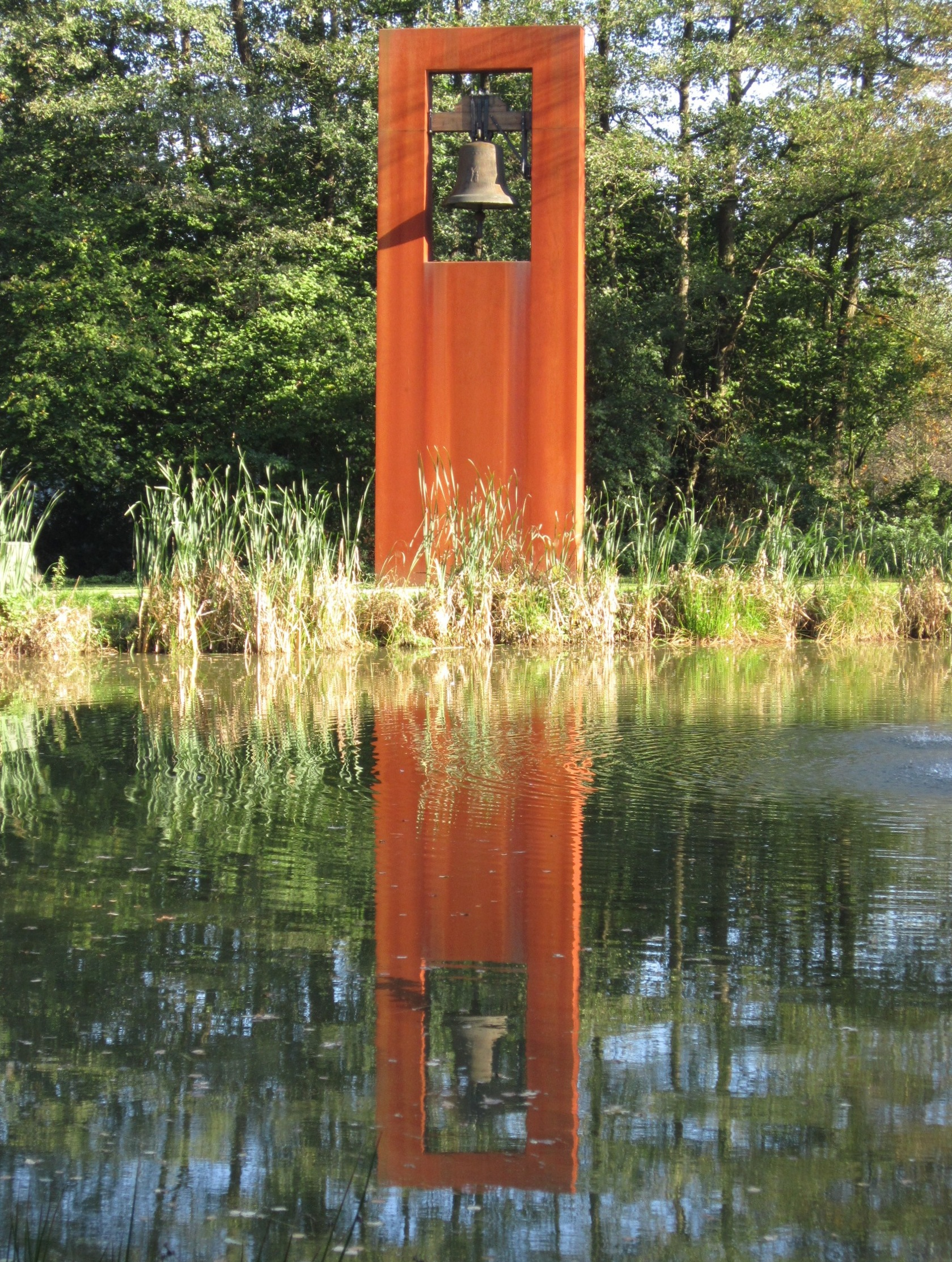
Friedensglocke im Stadtpark
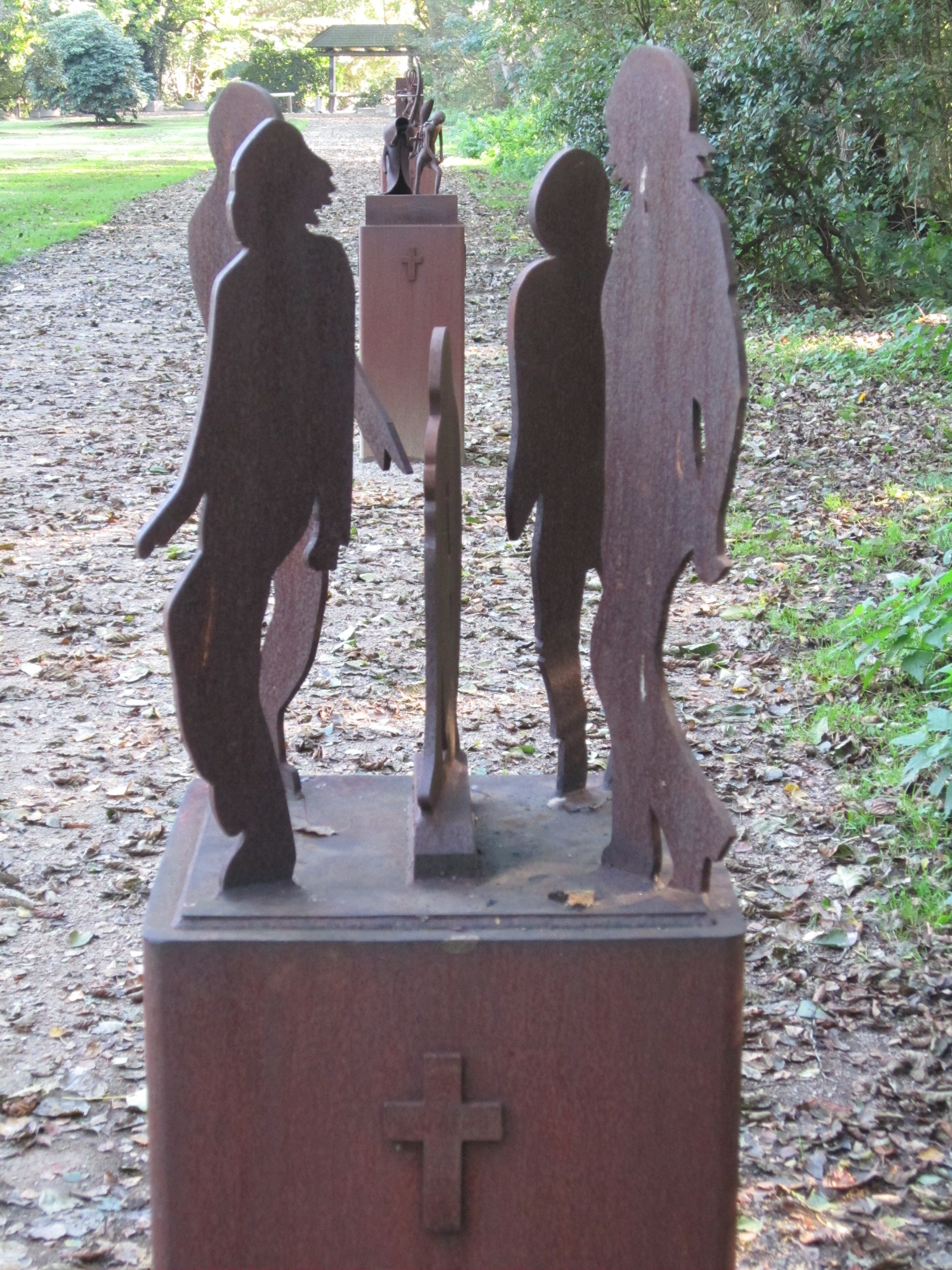
Eiserner Kreuzweg im Stadtpark
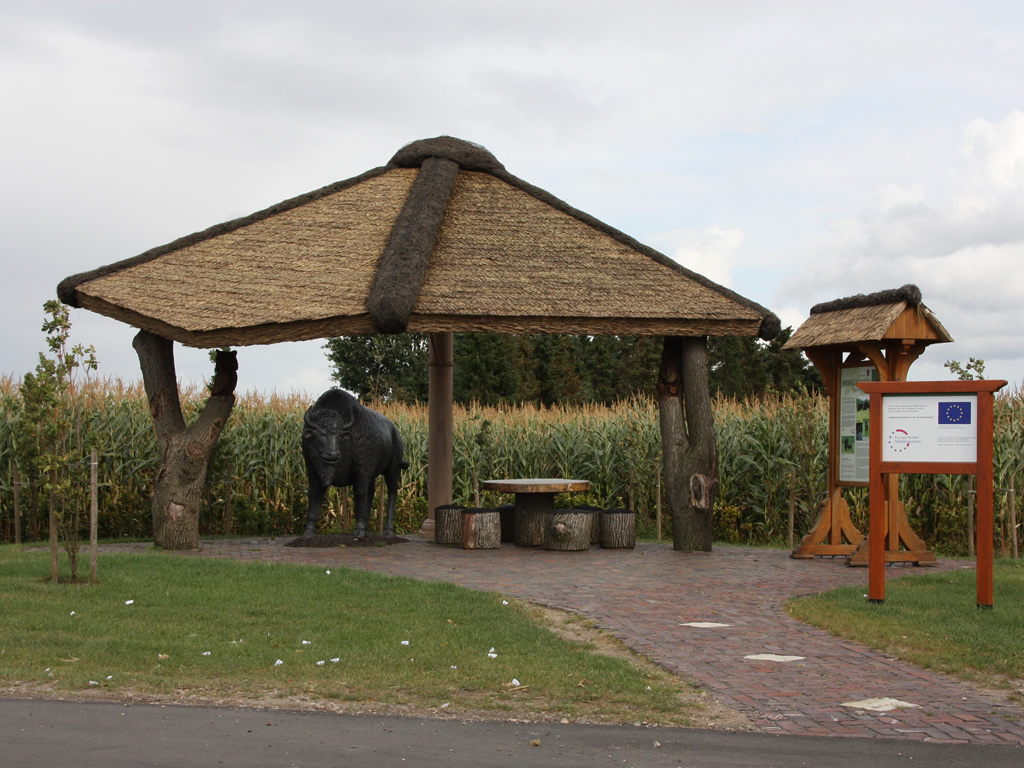
Wisentdenkmal in Neuvrees
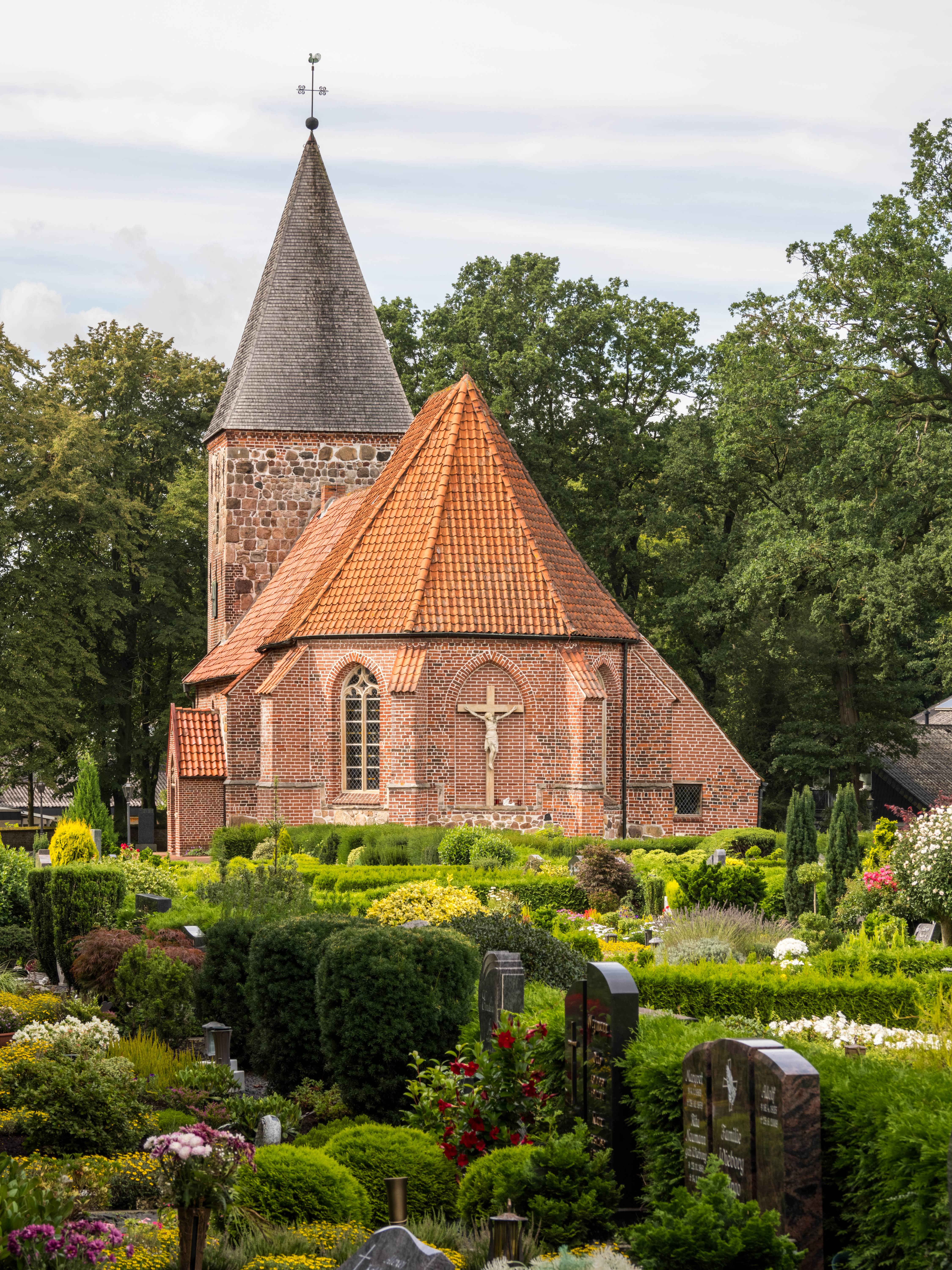
St. Vitus-Kirche in Altenoythe
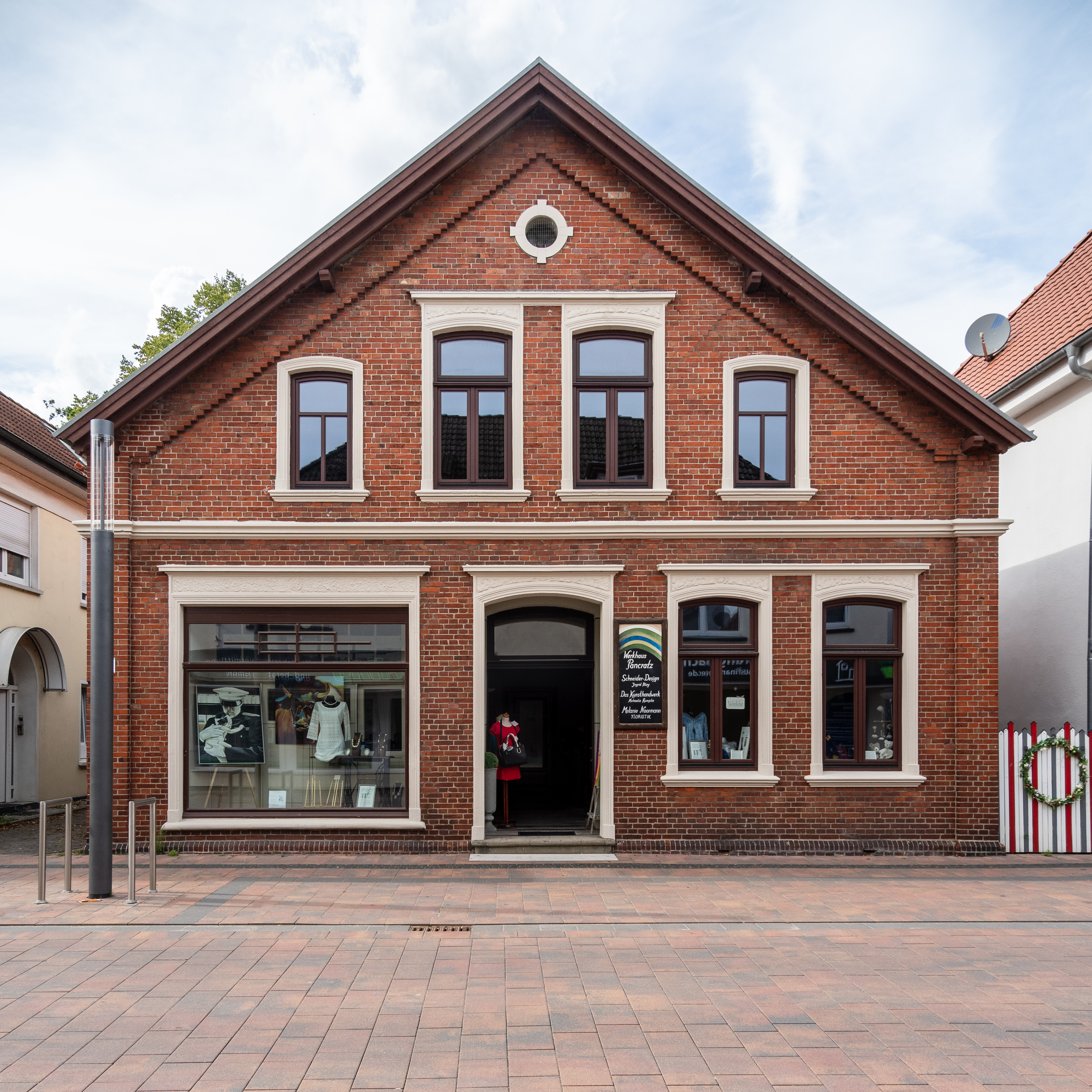
Haus Pancratz

### Freizeit und Erholung
- Erholungsgebiet Thülsfelder Talsperre

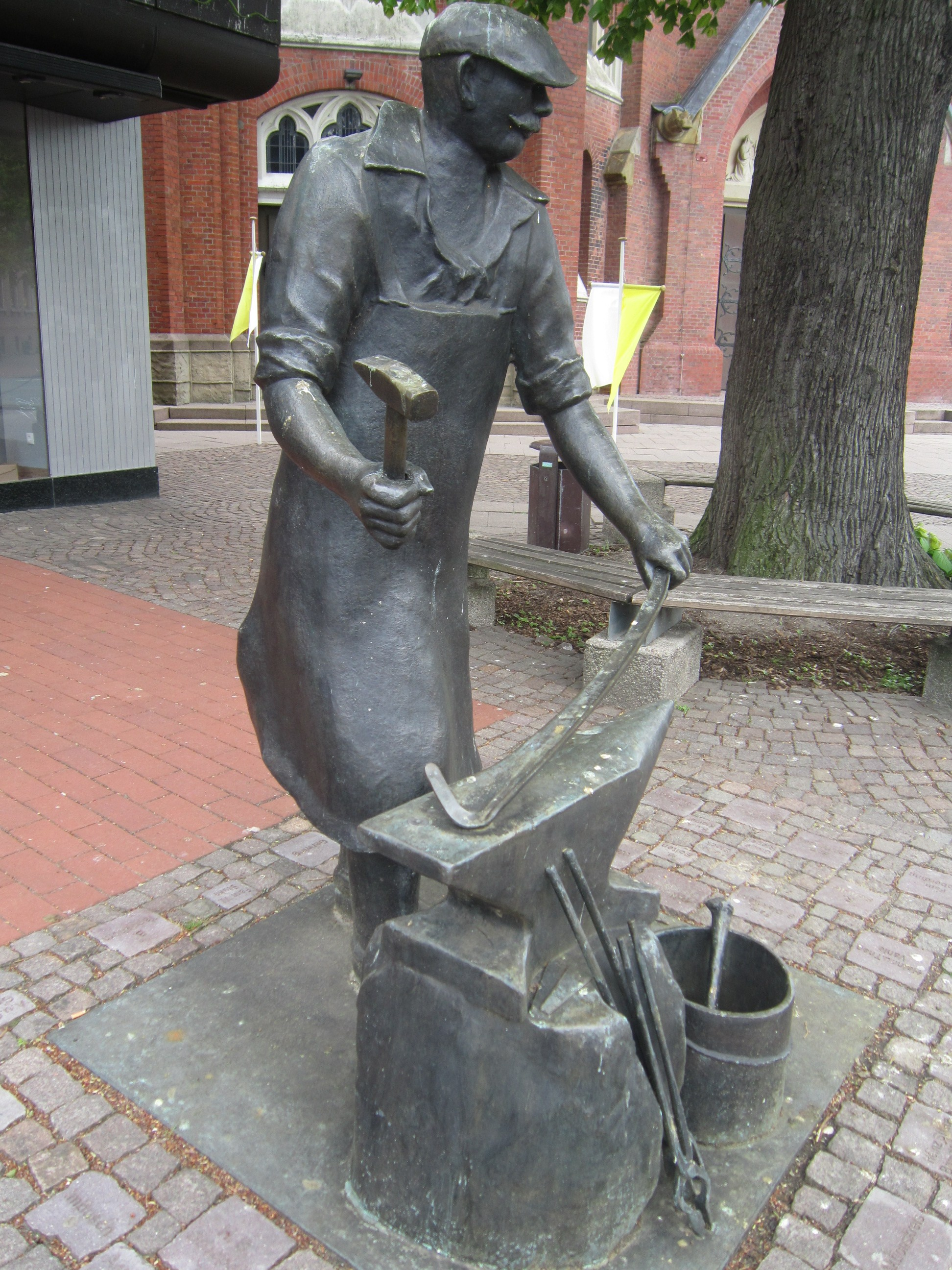
Statue eines Sensenschmiedes bei der Marienkirche

- Kanu-Lehrpfad auf der Soeste
- Tier- und Freizeitpark Thüle
- Hallenbad Friesoythe

### Veranstaltungen
- Schützenfest (erstes Wochenende im August, Sa., So., Mo.)
- Maitage (letztes Wochenende im April, Fr., Sa., So.)
- Eisenfest (dritter Sonntag im September)

### Eisenstadt
Als Mitglied des Ringes der Europäischen Schmiedestädte nennt sich Friesoythe Eisenstadt. Aus diesem Grund sind auch der Rahmen der Friedensglocke und der Kreuzweg im Stadtpark aus Eisen gefertigt worden.
Nachdem der Name „Hansestadt“ zeitweise verworfen wurde, da es lange keine belastbaren Hinweise auf eine Zugehörigkeit zur Hanse gab, konnte inzwischen durch den Fund einer Zahlungsaufforderung der Hanse an die Stadt Friesoythe belegt werden, dass Friesoythe tatsächlich eine Hansestadt war. Der Name „Eisenstadt“ wurde dennoch zusätzlich etabliert, nachdem bei Ausgrabungen ein historischer Rennofen zur Eisenverhüttung entdeckt wurde. Solche Öfen sind jedoch keine regionale Besonderheit und wurden in weiten Teilen Norddeutschlands nachgewiesen.

## Wirtschaft und Infrastruktur
Friesoythe ist als Mitglied des „Zweckverbands Interkommunaler Industriepark Küstenkanal“ am Industrie- und Gewerbegebiet c-Port beteiligt. Friesoythe ist außerdem Mitglied im Ring der Europäischen Schmiedestädte, der sich zum Ziel gesetzt hat, die regionale Vielfalt des Schmiedehandwerks und der Metallgestaltung in der globalen Einheit Europas auf allen Ebenen zu fördern.

### Verkehr

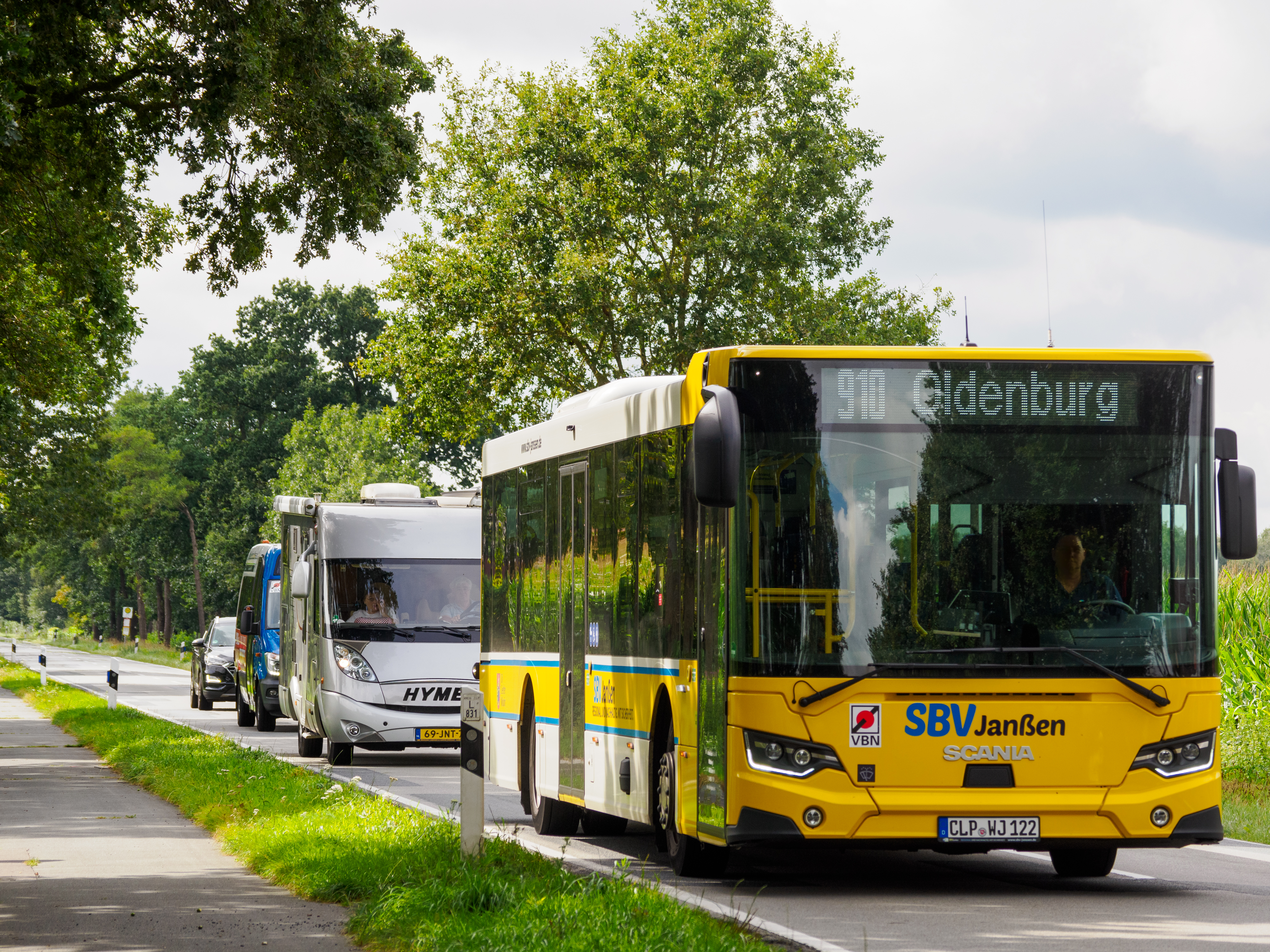
VBN Linienbus 910 nach Oldenburg bei Pirgo

Friesoythe ist an das Bundesfernstraßennetz über die Bundesstraße B 72 angeschlossen, welche zudem Friesoythe indirekt mit den Bundesautobahnen A 28 und A 1 sowie der Bundesstraße B 401 verbindet.
Obwohl Friesoythe in Richtung Cloppenburg über eine Bahnanbindung verfügt, wird kein öffentlicher Personenverkehr über diese Strecke abgewickelt. Es gibt Überlegungen, diese Bahnstrecke als Güterverkehrsstrecke zum C-Port weiterzuführen bzw. stillgelegte und demontierte Abschnitte wiederaufzubauen.
Friesoythe ist mit den Bahnstationen in Oldenburg und Cloppenburg über die Weser-Ems-Bus-Linien 910, 900 und S 90 im Zwei-Stunden-Takt verbunden, wobei der Fahrplan einen Anschluss an diverse Zugverbindungen vorsieht.
Zudem ist auch das Saterland mit den Linien 900 und S 90 erreichbar. Alle übrigen Fahrten dienen hauptsächlich dem Schülerverkehr.
Die Anbindung an das Bundeswasserstraßennetz wird über den im Aufbau befindlichen C-Port am Küstenkanal realisiert.

### Bildung
In der Stadt befinden sich folgende Schulen:
- Albertus-Magnus-Gymnasium
- Heinrich von Oytha Schule, Oberschule Friesoythe
- Realschule Friesoythe
- Fachgymnasium Wirtschaft
- berufsbildende Schulen
- Förderschule mit den Schwerpunkten Lernen, Geistige Entwicklung und Sprache (Elisabethschule)

sowie die neun Grundschulen
- Grundschule Edewechterdamm
- Grundschule Gerbert-Schule
- Grundschule am Markatal
- Grundschule Gehlenberg
- Grundschule Kampe
- Grundschule Marienschule
- Grundschule Mittelstenthüle
- Grundschule Neuscharrel
- Grundschule Ludgeri-Schule

Die Grundschulen Neuvrees und Hohefeld wurden unter Bürgermeister Stratmann geschlossen. Schließungspläne für die Grundschule Neuscharrel scheiterten am Widerstand der Ortsgemeinschaft.

### Gesundheit

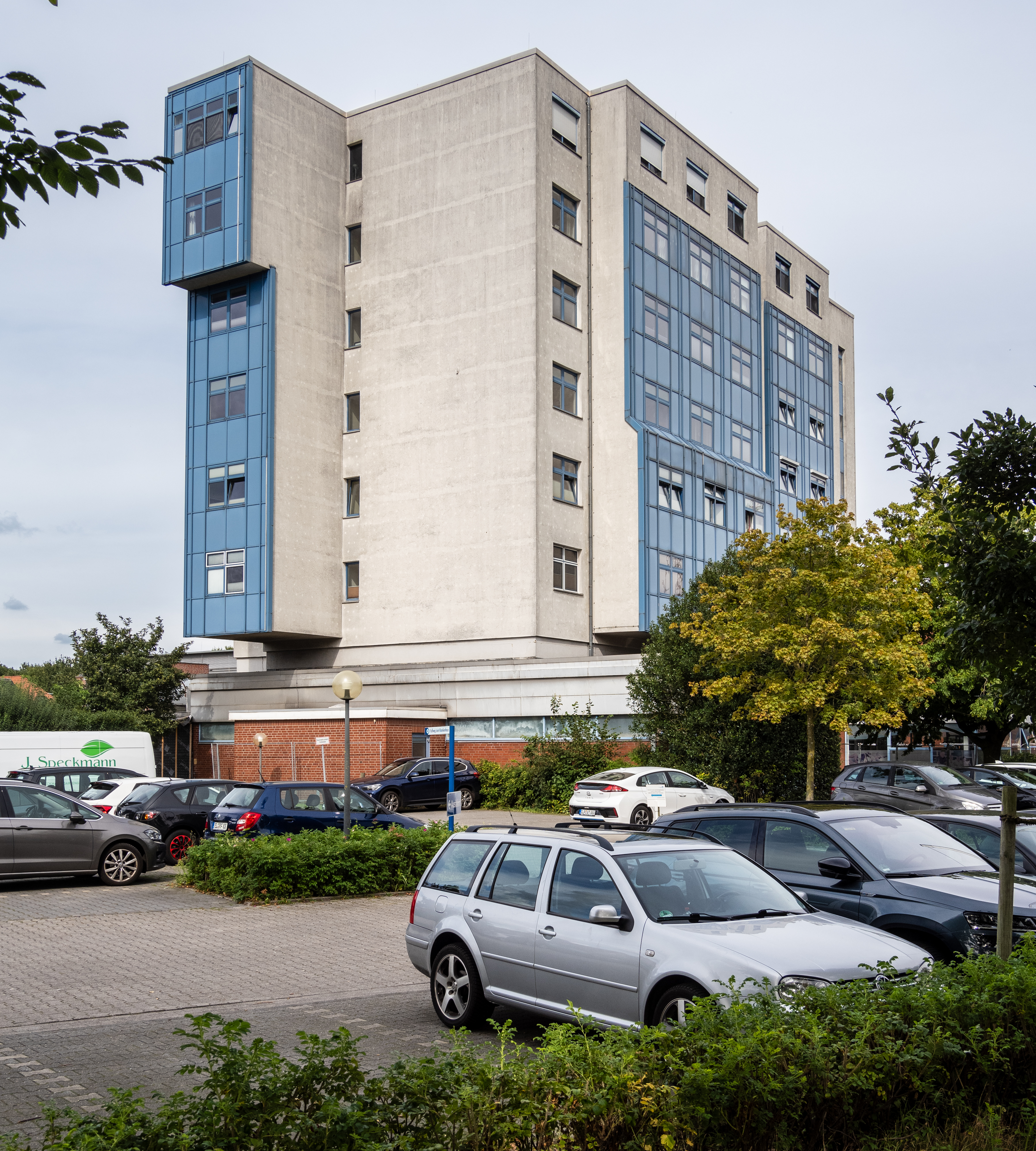
St. Marien-Hospital

Das in katholischer Trägerschaft befindliche Krankenhaus St.-Marien-Hospital Friesoythe wurde 1867 gegründet und ist eine Klinik der Grund- und Regelversorgung. Das Krankenhaus verfügt über 130 Betten und beschäftigt rund 240 Mitarbeiter.

## Persönlichkeiten

### Ehrenbürger
Das Ehrenbürgerrecht ist die höchste Würdigung der Stadt Friesoythe. Die Stadt hat die folgenden Personen damit ausgezeichnet:
- Friedrich Wilhelm Krose (* 24. Juni 1827; † 28. Juni 1908), Ratsherr von 1877–1901
- D. Wimberg (* 14. März 1825; † 17. Januar 1904), Ratsherr von 1878–1904
- Friedrich Hasskamp (* 23. Juni 1837; † 27. Juli 1919), Bürgermeister von 1878–1909
- W. v. d. Horst (* 29. Januar 1826; † 14. Mai 1905), Stadtkämmerer von 1875–1905

- Lambert Meyer (* 29. Januar 1855 in Essen in Oldenburg; † 2. Februar 1933 in Vechta), Priester und Bischöflicher Offizial des Bistums Münster in Oldenburg[38]
- Anton Wreesmann (* 26. August 1858; † 22. Oktober 1928), Ratsherr von 1920–1924
- Theodor Krose (* 30. Oktober 1864; † 15. Januar 1945), Bürgermeister von 1909–1929
- Bernhard Küstermeyer (* 23. Juli 1871; † 16. April 1951), Pfarrer in Friesoythe von 1922–1951
- August Wehage (* 3. Oktober 1908 in Dinklage; † 7. Mai 1977 in Friesoythe), Pfarrer in Friesoythe von 1951–1977[39]
- Clemens Woltermann (* 19. April 1901; † 15. Januar 1990), Leiter des Albertus-Magnus-Gymnasiums von 1958–1966
- Gerhard Glup (* 28. Januar 1920 in Thüle; † 9. Dezember 2006 ebenda), Ratsherr von 1956–1968, 8 Jahre stellv. Bürgermeister,                   MdL (1967–1986), niedersächsischer Landwirtschaftsminister (CDU) von 1976–1986
- Ferdinand Cloppenburg (* 18. April 1931 in Altenoythe), Ratsherr von 1968–1984, Bürgermeister von 1972–1984, Generalstaatsanwalt an den Oberlandesgerichten in Celle und Oldenburg (CDU)

### Söhne und Töchter der Stadt
- Heinrich Totting von Oyta (≈1330–1397), Theologe und Philosoph, Mitbegründer der Katholisch-Theologischen Fakultät der Universität Wien
- Lambert Pancratz (1800–1871), Jurist, Politiker, Mitglied des Großherzoglich Oldenburgischen Landtages
- Heinrich Anton Adolph Cloppenburg (* 11. April 1844 in Altenoythe; † 11. November 1922 in Den Haag, Niederlande), Mitbegründer des Bekleidungshauses Peek & Cloppenburg in Rotterdam
- Karl Willoh (1846–1915), katholischer Theologe, Strafanstaltsgeistlicher, Heimatforscher, Historiker, Fachautor für Geschichte und Lehrbuchautor
- Franz Driver (1863–1943), Politiker (Zentrum), Präsident des Oldenburgischen Oberverwaltungsgerichts
- Josef Haßkamp (1874–1946), Politiker (Zentrum), Abgeordneter im Oldenburgischen Landtag
- Wilhelm Abeln (1894–1969), Landwirt und Politiker, Mitglied im Ernannten Landtag von Oldenburg
- Adolf Bauer (* 1940), Präsident des Sozialverbandes Deutschlands (SoVD)
- Bernhard Bramlage (* 1949), Landrat des Landkreises Leer (SPD)
- Hubert Gelhaus (* 1950), Germanist, Lehrer und Autor
- Gerhard de Haan (* 1951), Erziehungswissenschaftler, Professor an der Freien Universität Berlin
- Peter Steppuhn (1956–2018), Ur- und Frühgeschichtler mit dem Spezialgebiet der Archäologie des Glases
- Monika Hilker (* 1959), Professorin am Institut für Biologie, angewandte Zoologie und Tierökologie der Freien Universität Berlin
- Franz-Josef Holzenkamp (* 1960), Mitglied des Deutschen Bundestages (CDU), agrarpolitischer Sprecher der CDU/CSU-Fraktion
- Bernhard-Heinrich Herzog (* 1964), Schauspieler
- Martin Kreyenschmidt (* 1965), Polymer-Chemiker
- Johann Wimberg (* 1969), Bankkaufmann, von 1996 bis 2014 Bürgermeister von Friesoythe
- Ralf Köttker (* 1970), Sportjournalist und Funktionär
- Wilhelm Knelangen (* 1971), Politikwissenschaftler
- Frank Willenborg (* 1979), Schiedsrichter in der Fußball-Bundesliga
- Thomas Imbusch (* 1987), Koch
- Fabian Arends (* 1990), Jazzmusiker
- Lukas Reinken (* 1995), Politiker (CDU)

### Personen mit Bezug zu Friesoythe
- Graf Otto von Tecklenburg (* um 1185; † 11. September 1263)
- Eduard Burlage (* 25. November 1857; † 19. August 1921), Politiker (Zentrum) und Jurist (Reichsgerichtsrat), zuvor Amtsrichter am Amtsgericht Friesoythe
- Günter Graf (* 1. Dezember 1941), Politiker (SPD) und Polizist, von 1987 bis 2002 Mitglied des Deutschen Bundestags mit Wohnsitz in Friesoythe
- Renate Geuter (* 27. Dezember 1952), Politikerin (SPD), von 2003 bis 2017 Mitglied des Niedersächsischen Landtages und des Stadtrates von Friesoythe
- Christopher Vokes (* 13. April 1904; † 27. März 1985), kanadischer Kommandant, der das zwangsgeräumte Friesoythe 1945 als Vergeltungsmaßnahme zerstören ließ, nachdem ein Militärangehöriger getötet worden war[40]